# Lago di Agaro
Il lago di Agaro è un lago artificiale creato tra il 1936 e il 1940; si trova a 1600 metri sotto il monte Forno (2593 metri), in Valle Antigorio. La diga è lunga 243 metri ed è alta 58 metri. Ha una capacità massima di 20.230.000 m3 di acqua.
Il lago è stato costituito allagando l'ampia conca dove si trovava il paese di Agaro, ora completamente sommerso.
Il bacino alimenta la centrale idroelettrica di Goglio.